# 仙石政芳
仙石 政芳（せんごく まさよし）は、江戸時代中期の但馬出石藩の世嗣。官位は従五位下・信濃守。

## 略歴
2代藩主・仙石政房の六男として誕生。
兄5人が全て早世したため、享保20年（1735年）に父が死去すると家督は仙石政辰（姉・増子の婿）が継いだ。このため、政芳は政辰の養子となり、寛延3年（1750年）に徳川家重に拝謁し叙任した。しかし、家督を継ぐことなく宝暦3年（1753年）に21歳で早世。代わって、一族から仙石久行が政辰の婿養子に迎えられ嫡子となった。